# Bernhard Horwitz
Bernhard Horwitz foi um jogador de xadrez da Alemanha. Horwitz estudou artes em Berlim de 1837 a 1843, ele também fez parte de um grupo de enxadristas alemães conhecidos como "As Plêiades de Berlim".
Ele mudou-se para Londres em 1845 e em 1846 perdeu uma partida contra um GM visitante chamado Lionel Kieseritzky, e outra contra Howard Staunton, por 15.5-8.5. Seu melhor resultado no xadrez fou uma vitória contra Henry Bird em 1851. Ele também disputou o primeiro torneio internacional em 1851, novamente derrotando Bird na primeira rodada, mas perdeu para Staunton na segunda e para J. Szen na terceira.
A contribuição mais importante de Horwitz foi o livro Chess Studies (1851), co-autorado por Josef Kling, que é um importante trabalho sobre estudos de finais numa partida de xadrez.

## Principais resultados em torneios
| Data | Local        | Colocação | Observações                                                              |
| ---- | ------------ | --------- | ------------------------------------------------------------------------ |
| 1851 | Londres 1851 | -         | Venceu Henry Bird e foi eliminado na segunda rodada por Howard Staunton. |